# Túsztárgyalók
A Túsztárgyalók (eredeti cím: Standoff) egy amerikai televíziós krimi sorozat, amelynek premierje 2006. szeptember 5-én volt a Fox hálózaton. Alkotója Craig Silverstein, a sorozat középpontjában az FBI válság tárgyaló egysége áll, amelynek tagjai túsztárgyalásos helyzetekbe kerülnek, megosztott viszonyokkal. A show producere a 20th Century Fox Television és Craig Silverstein, Tim Story és Glen Mazzara. Összesen 18 epizód készült el, az utolsó epizódot 2007. július 20-án vetítették. Magyarországon először az RTL Klub mutatta be 2009. február 3-án, majd 2011. május 31-én a Cool TV is műsorra tűzte.

## Cselekmény
A sorozat első résznek nyitó jelenet Matt Flannery (Ron Livingston), túsztárgyaló éppen egy túszejtőt próbál jobb belátásra bírni. A tárgyalásközben felfedi a férfinak és az akcióban részt vevő összes kollégájának, hogy viszont folytat a partnerével Emily Lehmannel (Rosemarie DeWitt). A felügyelő Cheryl Carrera (Gina Torres) aggódik, hogy kapcsolatuk befolyásolja a munkájukat. Minden egyes epizód a túszejtés és Matt és Emily kapcsolata körül forog.

## Szereplők
A sorozatnak hat főbb szereplője van, de a középpontban Matt Flannery és Emily Lehman karaktere áll.
- Matt Flannery (Ron Livingston) az FBI Los Angeles-i túsztárgyaló egységének vezető túsztárgyalója. Társa Emily Lehman, aki egyben a szeretője. Van Nuysban, Kaliforniában született, a diplomáját a kaliforniai Egyetemen, Santa Barbarában szerezte. Mielőtt az FBI-hoz került erőszakos bűncselekményekre szakosodott nyomozóként dolgozott.

- Emily Lehman (Rosemarie DeWitt) az FBI Los Angeles-i túsztárgyaló egységének vezető túsztárgyalója. Társa Matt Flannery, aki egyben a szeretője. Albániában született, majd a New York-i Cornell Egyetemen pszichológiából diplomázott. A Princetoni Egyetemen bűnügyi pszichológiából és kriminalisztikából megszerezte a mesterfokozatot. Mielőtt az FBI-hoz került Phoenixben dolgozott bűnügyi nyomozóként.

- Cheryl Carrera (Gina Torres) az FBI Los Angeles-i túsztárgyaló egységének vezetője. Brooklynban, New Yorkban született, apja kubai származású, a New York-i Egyetemen diplomázott politikatudományból. Később a Columbia Egyetemen doktori címet szerzett a nemzetközi kapcsolatokból és a jogtudományból. Mielőtt az FBI-hoz került helyettes kerületi ügyész volt New York Cityben.

- Frank Rogers (Michael Cudlitz) FBI különleges ügynök, a Los Angeles-i túsztárgyaló egység taktikai vezetője. Detroitban született, mielőtt az FBI-hoz került az amerikai hadsereg tagja volt. Szolgált a Öböl-háborúban a 75. Ezredben. Az FBI-hoz való csatlakozása után a dallasi irodában a kommandósok vezetője volt.

- Lia Mathers (Raquel Alessi) különleges ügynök, Los Angeles-i túsztárgyaló egység intelligencia elemzője. Seattle-ben született, majd a Californiai Egyetemen diplomázott. Részt vett az FBI számítógépes nyomozó képzésében.

- Duff Gonzalez (José Pablo Cantillo) különleges ügynök Los Angeles-i túsztárgyaló egység kommandós egységének tagja. Kelet-Los Angelesben született, a Kaliforniai Egyetemen diplomázott. Mielőtt a csatlakozott az FBI a Los Angelesi SWAT csapat tagja volt.

| Szerep         | Színész             | Magyar hang     |
| -------------- | ------------------- | --------------- |
| Matt Flannery  | Ron Livingston      | Lux Ádám        |
| Emily Lehman   | Rosemarie DeWitt    | Holló Orsolya   |
| Cheryl Carrera | Gina Torres         | Bertalan Ágnes  |
| Frank Rogers   | Michael Cudlitz     | Tóth Zoltán     |
| Lia Mathers    | Raquel Alessi       | Ullmann Mónika  |
| Duff Gonzalez  | Jose Pablo Cantillo | Dányi Krisztián |
| Rendőr         | Chris Krauser       |                 |

## A gyártás története
A sorozat a premier után elvesztette közönségének több mint felét, de a Fox 2006 novemberében még további 6 epizódot rendelt, így az évad összesen 18 epizódból áll. 2006 decemberében szüneteltették a sorozatot. A tervek szerint a gyártás 2007 márciusában folytatódott volna, ez az időpont 2007. április 6-ára tolódott. Végül 2007. június 8-án péntek este 21:00 órakor vetítették. A sorozatot hivatalosan 2007. május 16-án törölték.

## Epizódok
| Sor. | Év. | Cím                                         | Rendező               | Író                           | Premier                                | Nézettség            | Gyártási szám |
| ---- | --- | ------------------------------------------- | --------------------- | ----------------------------- | -------------------------------------- | -------------------- | ------------- |
| 1.   | 1.  | Veszedelmes viszonyok (Pilot)               | Tim Story             | Craig Silverstein             | 2006. szeptember 5. 2009. február 3.   | 13,6 millió 643 ezer | 1AMH79        |
| 2.   | 2.  | Irányt vesztve (Circling)                   | Brad Turner           | Craig Silverstein             | 2006. szeptember 12. 2009. február 10. | 9 millió 599 ezer    | 1AMH01        |
| 3.   | 3.  | Kis Kína (Shanghai'd)                       | David Straiton        | David Levinson                | 2006. szeptember 19. 2009. február 17. | 7,8 millió 518 ezer  | 1AMH02        |
| 4.   | 4.  | Átverés (Partners in Crime)                 | David Straiton        | Joy Kecken                    | 2006. szeptember 26. 2009. február 24. | 8 millió 495 ezer    | 1AMH04        |
| 5.   | 5.  | Kinek az élete? (Life Support)              | Glen Mazzara          | Glen Mazzara, Linda Gase      | 2006. október 3. 2009. március 3.      | 4,9 millió 677 ezer  | 1AMH05        |
| 6.   | 6.  | Embervadászok (One Shot Stop)               | Terrence O'Hara       | Juan Carlos Coto              | 2006. november 7. 2009. március 10.    | 5,4 millió 770 ezer  | 1AMH07        |
| 7.   | 7.  | Túszdráma egyenes adásban (Man of Steele)   | Steve Gomer           | Adam Targum                   | 2006. november 14. 2009. március 17.   | 4,6 millió 585 ezer  | 1AMH06        |
| 8.   | 8.  | Szerepcsere (Heroine)                       | Jonathan Glassner     | Stacy Rukeyser                | 2006. november 21. 2009. március 24.   | 4,8 millió 674 ezer  | 1AMH08        |
| 9.   | 9.  | Iskolatársak (Peer Group)                   | Robert Duncan McNeill | Daniel Knauf                  | 2006. november 28. 2009. március 31.   | 5,7 millió 612 ezer  | 1AMH09        |
| 10.  | 10. | Az önfejű közvetítő (Accidental Negotiator) | Craig Ross, Jr.       | Daniel Knauf                  | 2006. december 5. 2009. április 7.     | 6,1 millió 512 ezer  | 1AMH03        |
| 11.  | 11. | Határvonal (Borderline)                     | Tim Story             | Juan Carlos Coto, Linda Gase  | 2006. december 12. 2009. április 14.   | 5,1 millió 559 ezer  | 1AMH10        |
| 12.  | 12. | Kényszerhelyzet (No Strings)                | Jonathan Glassner     | Chris Black, Daniel Knauf     | 2007. június 8. 2009. április 21.      | 3,7 millió 671 ezer  | 1AMH13        |
| 13.  | 13. | A visszaeső (Backfire)                      | Jonathan Glassner     | Craig Silverstein             | 2007. június 15. 2009. április 28.     | 3,5 millió 634 ezer  | 1AMH11        |
| 14.  | 14. | Mennyből a pokolba (Road Trip)              | John Badham           | Adam Targum, Juan Carlos Coto | 2007. június 22. 2009. május 5.        | 3,4 millió 630 ezer  | 1AMH12        |
| 15.  | 15. | Hazudj nekem! (Lie to Me)                   | Michael Grossman      | Craig Silverstein             | 2007. június 29. 2009. május 12.       | 3,2 millió 567 ezer  | 1AMH15        |
| 16.  | 16. | Pénzmosás (Ex-Factor)                       | Jonathan Glassner     | Juan Carlos Coto              | 2007. július 6. 2009. május 19.        | 3,3 millió 617 ezer  | 1AMH16        |
| 17.  | 17. | Lázadó ifjúság (Kids in the Hall)           | David Straiton        | Sarah Watson                  | 2007. július 13. 2009. május 26.       | 3 millió 715 ezer    | 1AMH17        |
| 18.  | 18. | Se veled, se nélküled (Severance)           | Jesse Bochco          | Craig Silverstein             | 2007. július 20. 2009. június 2.       | 2,9 millió 565 ezer  | 1AMH18        |

## Nemzetközi vetítések
| Ország / Régió | Csatorna      | Sugárzás                            | Megjegyzés                                               |  |
| -------------- | ------------- | ----------------------------------- | -------------------------------------------------------- |  |
| USA            | Fox           | 2006. szeptember 5. 2007. június 8. | Kedd 21:00 (epizódok 1-11) Péntek 21:00 (epizódok 12-18) |  |
| ausztrál       | Seven Network |                                     |                                                          |  |
| belga          | RTL-TVI       | 2008. november 14.                  | Vasárnap 20:20                                           |  |
| francia        | TF6           |                                     |                                                          |  |
| olasz          | Italia 1      | 2008. augusztus 8.                  | 2009. január 9.                                          |  |
| holland        | RTL 4         |                                     | Hétfő 23:30                                              |  |
| lengyel        | POLSAT        | 2011. május 19.                     |                                                          |  |
| portugál       | FOX Portugal  | 2007. július                        |                                                          |  |
| litván         | TV3, TV6      | 2008. november 25.                  | Kedd 22:00                                               |  |
| svéd           | TV3           |                                     |                                                          |  |

## Díjak, jelölések
| Év   | Díj                | Kategória           | Jelölt                                                                            | Eredmény |
| ---- | ------------------ | ------------------- | --------------------------------------------------------------------------------- | -------- |
| 2007 | Primetime Emmy-díj | legjobb főcímdizájn | Michael Riley Bob Swensen Dan Meehan Bradley Simmons(20th Century Fox Television) | Jelölve  |